# Vidar
Vidar, egyike az áz-isteneknek a skandináv mitológiában, Odin és Grid óriásnő fia. Azon istenek közé tartozik, akiknek nehéz pontosan meghatározni a szerepét és jelentőségét. Már maga a neve is sok különféle tolmácsolásnak ad alapot. Egyik elmélet szerint a név azt jelenti: „a mindenek ura”, míg egy másik szerint: „harcos az erdőből”.
Igaz, hogy a Grimnir énekben (verses Edda) úgy szerepel, mint az „erdőország” uralkodója, de ezen túl egy kemény, domináns és bosszúálló isten képét mutatja. Vidar elsődleges feladata a bosszúállás volt, a Ragnarökben megbosszulja apja, Odin halálát. Ilyen szempontból is közel áll Válihoz, akinek a Baldr haláláért való bosszúállás volt a fő feladata. Mindkettő Odin házasságon kívüli kapcsolatából született. Vidar anyja az óriásnő, Grid volt.
Vidart halkszavúnak (úgy is hívják: ”Vidar a hallgatag”) és nagyon erősnek írják le. Snorre Sturlasson leírása szerint Thor után Vidar volt a legerősebb isten. Snorre azt is elmondja, hogy a legfőbb ismertetőjele a vastag cipői voltak, amit a cipészeknél összeszedett hulladék bőrökből csináltak, és amelyeken semmilyen fegyver nem hatolt át. A Ragnarökben úgy bosszulja meg apja halálát, hogy a cipőivel belép Fenrir farkas szájába és addig feszíti szét az állkapcsait, amíg a szörny elpusztul. Odint és lovát, Szlepnirt Fenrir falta fel.
Féltestvérével, Válival átveszik a feladatokat, amiket addig Odin végzett a régi világban, s ami elpusztult a tűzben, amit Surtr a tűzóriás bocsát rá a Ragnarök végén.
Az Edda-énekekben így írnak Vidarról:
Farkas falja fel

Mindenek Atyját,

de megbosszulja Vídar;

a veszett torkát

telibe hasítja,

mikor még tombol a harc.
(Tandori Dezső fordítása)

## Fordítás
- Ez a szócikk részben vagy egészben  a   Vidar című svéd Wikipédia-szócikk fordításán alapul.  Az eredeti cikk szerkesztőit annak laptörténete sorolja fel. Ez a jelzés csupán a megfogalmazás eredetét és a szerzői jogokat jelzi, nem szolgál a cikkben szereplő információk forrásmegjelöléseként.
- Ez a szócikk részben vagy egészben  a   Víðarr című angol Wikipédia-szócikk fordításán alapul.  Az eredeti cikk szerkesztőit annak laptörténete sorolja fel. Ez a jelzés csupán a megfogalmazás eredetét és a szerzői jogokat jelzi, nem szolgál a cikkben szereplő információk forrásmegjelöléseként.